# Mike Jenkins (giocatore di football americano)
Mike Jenkins (Neuenbürg, 22 marzo 1985) che gioca nel ruolo di cornerback per i Tampa Bay Buccaneers della National Football League (NFL). Fu scelto nel corso del primo giro (25º assoluto) del draft NFL 2008 dai Dallas Cowboys. Al college giocò a football alla University of South Florida.

## Carriera universitaria
Nei 4 anni con i South Florida Bulls vinse i seguenti premi:
- First-Team All-American: 1

2007
- First-Team All-Big East: 1

2008
- Second-Team All-Big East: 1

2007

## Carriera professionistica

### Dallas Cowboys
Jenkins fu scelto dai Dallas Cowboys nel corso del primo giro del Draft 2008. Il 26 luglio firmò un contratto quinquennale del valore di 9,275 milioni di dollari (6,75 milioni garantiti), inclusi 3,1 milioni di bonus alla firma. Debuttò come professionista il 7 settembre 2008 contro i Cleveland Browns. Nella stagione 2009 con 5 intercetti stagionali viene convocato come riserva per il suo primo Pro Bowl. Nelle ultime due stagioni con i Cowboys saltò in totale 7 partite per un infortunio alla spalla.

### Oakland Raiders
L'8 aprile 2013 Jenkins firmò un contratto annuale con gli Oakland Raiders del valore di 1,5 milioni di dollari (550.000 garantiti). Nella settimana 3 contro i Denver Broncos recuperò un fumble sulle 35 yard avversarie ritornandolo per 20 yard. Nella settimana 8 contro i Pittsburgh Steelers fece registrare il suo primo intercetto stagionale sulle 16 yard proprie ai danni di Ben Roethlisberger. Nella settimana 13 contro i Dallas Cowboys forzò un fumble sulle 27 yard proprie ai danni di Dez Bryant, poi recuperato dai Cowboys. La sua unica stagione a Oakland si concluse con 15 presenze, tutte come titolare, e 2 intercetti. Saltò una sola partita a causa di un infortunio al tendine del ginocchio.

### Tampa Bay Buccaneers
Il 20 marzo 2014, Jenkins firmò coi Tampa Bay Buccaneers un contratto annuale del valore massimo di 2 milioni di dollari.

## Palmarès
- Convocazioni al Pro Bowl: 1

2009

## Statistiche
| Tackle totali    | 190 |
| Sack             | 0,0 |
| Intercetti       | 10  |
| Fumble forzati   | 2   |
| Passaggi deviati | 49  |

Statistiche aggiornate alla stagione 2013